# دهستان کوه سفید (کوهسرخ)
دهستان کوه سفید دهستانی از توابع بخش مرکزی شهرستان کوهسرخ در استان خراسان رضوی است. این دهستان در تاریخ ۱۳ آذر ۹۸ توسط هیئت دولت تشکیل گردید.

## روستاها
- اکبرآباد
- بختیار
- تولا
- چلپو
- علی‌آباد
- کوشه
- مکی